# Efe Obada
(en) Statistiques sur pro-football-reference
Efe Obada, né le 13 avril 1992 à Lagos au Nigeria, est un sportif professionnel anglo-nigérian de football américain évoluant au poste de defensive end dans la National Football League (NFL) depuis la saison 2015.
Joueur des Warriors de Londres (en) en 2014, sans avoir joué au niveau universitaire américain, il signe en 2015 avec les Cowboys de Dallas et intègre leur équipe d'entraînement. Il devient ainsi le premier joueur international à rejoindre directement la NFL à partir d'une ligue européenne.
Après des essais infructueux chez les Chiefs de Kansas City et les Falcons d'Atlanta en 2016, il intègre l'équipe d'entraînement des Panthers de la Caroline en 2017. L'année suivante, il intègre l'effectif principal des Panthers jusqu'en fin de saison 2020. Il rejoint ensuite les Bills de Buffalo en 2021 et les Commanders de Washington dès 2022.

## Biographie

### Jeunesse
Né à Lagos, capitale du Nigeria, la famille d'Obada émigre aux  Pays-Bas. À l'âge de 10 ans, Obada et sa sœur sont victimes de traite des êtres humains et arrivent en Angleterre et se retrouvent sans-abri dès leur arrivée à Londres,. Ils dorment d'abord dans un immeuble de bureaux, puis chez un ami de la famille avant de vivre dans 10 foyers d'accueil différents. Obada travaille finalement comme agent de sécurité chez Grace Foods à Welwyn Garden City,.
Il fréquente l'université Kingston de Londres pendant quelques mois mais doit abandonner les études à la suite de problèmes migratoires. Il ne découvre le football américain qu'à l'âge de 21 ans, grâce à un ami rencontré à l'université qui joue aux Warriors de Londres (en) et qui l'invite à y tenter sa chance. En 2014, il fait ses débuts dans la BAFA National League (en) et dispute cinq matchs pour les Warriors aux postes de tight end et defensive end.

### Carrière professionnelle

#### Cowboys de Dallas
Sur recommandation du coordinateur défensif des Warriors, Aden Durde, ancien entraîneur stagiaire des Cowboys de Dallas en 2014, Obada a la possibilité de s'entraîner quelques jours avant leur match contre les Jaguars de Jacksonville à Londres. Bien qu’il soit brut et qu’il n’ait pas beaucoup d’expérience, il est signé en tant qu'agent libre non drafté le 1er avril 2015.
Lors du mini camp des rookies, il est testé au poste de tight end, avant que l’équipe ne décide de replacer en défense au poste de defensive end. Libéré le 5 septembre par les Cowboys, il est resigné le 23 septembre pour intégrer leur équipe d'entraînement. Le 7 octobre, il est libéré pour laisser la place au fullback Keith Smith (en) mais est resigné le 2 décembre pour l'équipe d'entraînement. Il est définitivement libéré le 2 mars 2016.

#### Chiefs de Kansas City
Obada signe avec les Chiefs de Kansas City le 9 mars 2016 mais est libéré le 7 juin.

#### Falcons d'Atlanta
Le 28 juillet, il signe avec les Falcons d'Atlanta mais sera libéré un mois plus tard.

#### Panthers de la Caroline
Le 25 mai 2017, Obada est engagé par les Panthers de la Caroline dans le cadre du nouveau programme de la NFL dénommé International Player Pathway. Cela lui assure une place dans l'équipe, une onzième place en équipe réserve ayant été accordée par tirage au sort aux quatre clubs de la NFC South ce qui leur permet de signer un joueur international. Dans le cadre des conditions du programme, il n'est cependant pas éligible pour intégrer pendant la saison régulière l'effectif principal composé de 53 joueurs . Libéré par les Panthers le 1er septembre 2017, il est resigné pour intégrer leur équipe d'entraînement. Il signe un contrat de réserve / futur avec les Panthers le 8 janvier 2018.
Après une excellente saison préparatoire, Obada devient le premier joueur du programme International Player Pathway à intégrer l'effectif principal d'une franchise de la NFL.
En troisième semaine, contre les Bengals de Cincinnati, Obada dispute son premier match de saison régulière au cours duquel il réussit un sack et effectue une interception. Il reçoit ensuite le ballon du match et il est désigné meilleur joueur défensif de la semaine en NFC.
Il termine la saison avec huit plaquages et deux sacks.
Le 23 janvier 2019, Obada signe une extension de contrat d'un an avec les Panthers. Le 13 octobre 2019, il est désigné capitaine honoraire pour le match des Panthers de la série internationale de la NFL à Londres se jouant contre les Buccaneers de Tampa Bay au Tottenham Hotspur Stadium, journée chargée d'émotions pour Obada.
Le 6 janvier 2020, Obada signe une extension de contrat d'un an avec les Panthers. Libéré le 6 septembre 2020, il resigne avec les Pantrhers le lendemain.

#### Bills de Buffalo
Le 19 avril 2021, Obada signe un contrat d'un an avec les Bills de Buffalo,. Il totalise sur sa saison 3 ½ sacks et 12 plaquages en 10 matchs.

#### Commanders de Washington
Obada signe avec les Commanders de Washington le 23 mars 2022 et le 20 mars 2023, y signe une prolongation de contrat d'un an. Il se blesse au genou et est placé sur la liste des réservistes le 31 août 2023, avant d'être réactivé le 14 octobre 2023. Lors du match de la 11e semaine, Obada doit quitter le terrain en raison de multiples fractures à la jambe et doit subir une intervention chirurgicale le lendemain. Pour le deuxième fois de la saison, il est placé sur la liste des réservistes blessés le 20 novembre.
Le 14 mars 2024, Obada signe une extension de contrat d'un an avec les Commanders.

## Statistiques NFL
| Année           | Équipe                   | MJ |                | Plaquages      | Plaquages      | Plaquages      | Plaquages      |                | Interceptions  | Interceptions  | Interceptions | Interceptions |  | Fumbles | Fumbles |
| Année           | Équipe                   | MJ | Total          | Seul           | Ast.           | Sacks          | Nb.            | Yards          | Déf.           | TD             | Nb.           | Rec.          |  |         |         |
| 2018            | Panthers de la Caroline  | 10 | 08             | 06             | 02             | 02,0           | 1              | 0              | 2              | 0              | 0             | 0             |  |         |         |
| 2019            | Panthers de la Caroline  | 10 | 24             | 14             | 10             | 00,0           | 0              | 0              | 1              | 0              | 0             | 0             |  |         |         |
| 2020            | Panthers de la Caroline  | 16 | 18             | 10             | 08             | 05,5           | 0              | 0              | 0              | 0              | 1             | 2             |  |         |         |
| 2021            | Bills de Buffalo         | 10 | 12             | 08             | 04             | 03,5           | 0              | 0              | 1              | 0              | 0             | 0             |  |         |         |
| 2022            | Commanders de Washington | 17 | 24             | 14             | 10             | 04,0           | 0              | 0              | 2              | 0              | 0             | 0             |  |         |         |
| 2023            | Commanders de Washington | 03 | 02             | 01             | 01             | 00,0           | 0              | 0              | 0              | 0              | 0             | 0             |  |         |         |
| 2024            | Commanders de Washington | ?  | Saison à venir | Saison à venir | Saison à venir | Saison à venir | Saison à venir | Saison à venir | Saison à venir | Saison à venir | ?             | ?             |  |         |         |
| Totaux NFL      | Totaux NFL               | 72 | 88             | 53             | 35             | 15,0           | 1              | 0              | 6              | 0              | 1             | 2             |  |         |         |
| Totaux Panthers | Totaux Panthers          | 48 | 50             | 22             | 20             | 07,5           | 1              | 0              | 3              | 0              | 1             | 2             |  |         |         |